# Kappa Serpentis
Kappa Serpentis (κ Ser / 35 Serpentis / HD 141477 / HR 5879) es una estrella de magnitud aparente +4,11. Situada en la constelación de Serpens en Serpens Caput —la cabeza de la serpiente—, dista 348 años luz del sistema solar.
Kappa Serpentis es una gigante roja de tipo espectral M0.5III. La medida de su diámetro angular, unida a la distancia a la que se encuentra, permite estimar un diámetro 71 veces más grande que el diámetro solar y una temperatura de 3575 K, notablemente inferior a la esperada por su tipo espectral.
En cambio, al considerar una temperatura más típica de 3800 K, su diámetro sería 66 veces mayor que el diámetro solar y su luminosidad equivaldría a 820 soles. Su masa está comprendida entre 2 y 2,5 masas solares, dependiendo de la temperatura considerada.
En cualquiera de los dos casos, Kappa Serpentis se encuentra en un pico de luminosidad antes de comenzar la fusión de helio en carbono y oxígeno; a partir de ese momento su brillo y su tamaño disminuirán conforme el helio se vaya transformando. Aunque este tipo de estrellas pueden ser inestables, no existe evidencia firme sobre la variabilidad de Kappa Serpentis.